# Temporada 1989-90 de los Golden State Warriors
La temporada 1989-90 fue la cuadragésimo cuarta de los Warriors en la NBA, la vigésimo octava en el Área de la Bahía de San Francisco, a donde llegaron procedentes de Filadelfia, y la decimonovena en la ciudad de Oakland con la denominación de Golden State Warriors. La temporada regular acabó con 37 victorias y 45 derrotas, acabando en la décima posición de la Conferencia Oeste, no logrando clasificarse para los playoffs.

## Elecciones en elDraft
| Ronda | Puesto | Jugador      | Posición | Nacionalidad   | Universidad |
| ----- | ------ | ------------ | -------- | -------------- | ----------- |
| 1     | 14     | Tim Hardaway | Base     | Estados Unidos | UTEP        |

## Temporada regular
| División Pacífico        | División Pacífico | División Pacífico | División Pacífico | División Pacífico | División Pacífico | División Pacífico | División Pacífico | División Pacífico |
| Equipo                   | G                 | P                 | %                 | PD                | Casa              | Fuera             | Div               |                   |
| ------------------------ | ----------------- | ----------------- | ----------------- | ----------------- | ----------------- | ----------------- | ----------------- | ----------------- |
| y-Los Angeles Lakers     | 63                | 19                | .768              | –                 | 37–4              | 26–15             | 22–6              |                   |
| x-Portland Trail Blazers | 59                | 23                | .720              | 4                 | 35–6              | 24–17             | 20–8              |                   |
| x-Phoenix Suns           | 54                | 28                | .659              | 9                 | 32–9              | 22–19             | 20–8              |                   |
| Seattle SuperSonics      | 41                | 41                | .500              | 22                | 30–11             | 11–30             | 11–17             |                   |
| Golden State Warriors    | 37                | 45                | .451              | 26                | 27–14             | 10–31             | 11–17             |                   |
| Los Angeles Clippers     | 30                | 52                | .366              | 33                | 20–21             | 10–31             | 7–21              |                   |
| Sacramento Kings         | 23                | 59                | .280              | 40                | 16–25             | 7–34              | 7–21              |                   |

## Estadísticas
| Rk | Jugador              | Edad | P  | PT | MP   | TC  | TCI  | %TC  | T3  | T3I | %T3  | TL  | TLI | %TL  | RO  | RD  | RT  | AS  | RB  | TAP | BP  | FP  | PTS  |
| -- | -------------------- | ---- | -- | -- | ---- | --- | ---- | ---- | --- | --- | ---- | --- | --- | ---- | --- | --- | --- | --- | --- | --- | --- | --- | ---- |
| 1  | Chris Mullin         | 26   | 78 | 78 | 36.3 | 8.7 | 16.3 | .536 | 1.1 | 3.0 | .372 | 6.5 | 7.3 | .889 | 1.7 | 4.3 | 5.9 | 4.1 | 1.6 | 0.6 | 3.1 | 1.8 | 25.1 |
| 2  | Mitch Richmond       | 24   | 78 | 78 | 35.9 | 8.2 | 16.5 | .497 | 0.4 | 1.2 | .358 | 5.2 | 6.0 | .866 | 1.3 | 3.4 | 4.6 | 2.9 | 1.3 | 0.3 | 2.6 | 2.7 | 22.1 |
| 3  | Tim Hardaway         | 23   | 79 | 78 | 33.7 | 5.9 | 12.5 | .471 | 0.3 | 1.1 | .274 | 2.7 | 3.5 | .764 | 0.7 | 3.2 | 3.9 | 8.7 | 2.1 | 0.2 | 3.3 | 2.9 | 14.7 |
| 4  | Terry Teagle         | 29   | 82 | 49 | 29.0 | 6.6 | 13.7 | .480 | 0.0 | 0.2 | .214 | 3.0 | 3.6 | .830 | 1.4 | 3.1 | 4.5 | 1.9 | 1.1 | 0.2 | 1.8 | 2.8 | 16.1 |
| 5  | Rod Higgins          | 30   | 82 | 22 | 24.3 | 3.7 | 7.7  | .481 | 0.8 | 2.4 | .347 | 2.9 | 3.5 | .821 | 1.5 | 3.7 | 5.1 | 1.6 | 0.6 | 0.6 | 1.1 | 2.2 | 11.1 |
| 6  | Šarūnas Marčiulionis | 25   | 75 | 3  | 22.6 | 3.9 | 7.4  | .519 | 0.1 | 0.5 | .256 | 4.2 | 5.4 | .787 | 1.1 | 1.8 | 2.9 | 1.6 | 1.3 | 0.1 | 1.8 | 3.1 | 12.1 |
| 7  | Tom Tolbert          | 24   | 70 | 21 | 19.2 | 3.1 | 6.3  | .493 | 0.1 | 0.3 | .278 | 2.5 | 3.4 | .726 | 1.7 | 3.4 | 5.2 | 0.8 | 0.3 | 0.4 | 1.1 | 2.7 | 8.8  |
| 8  | Manute Bol           | 27   | 75 | 20 | 17.5 | 0.7 | 2.3  | .331 | 0.1 | 0.6 | .188 | 0.3 | 0.7 | .510 | 0.4 | 3.2 | 3.7 | 0.5 | 0.2 | 3.2 | 0.7 | 2.6 | 1.9  |
| 9  | Winston Garland      | 25   | 51 | 4  | 17.5 | 2.1 | 5.6  | .375 | 0.0 | 0.2 | .100 | 1.0 | 1.2 | .841 | 0.6 | 1.6 | 2.2 | 3.1 | 0.9 | 0.1 | 1.6 | 1.5 | 5.3  |
| 10 | Jim Petersen         | 27   | 43 | 19 | 13.8 | 1.4 | 3.3  | .426 | 0.0 | 0.0 | .000 | 1.2 | 1.7 | .712 | 1.1 | 2.6 | 3.7 | 0.5 | 0.4 | 0.5 | 0.8 | 2.4 | 4.0  |
| 11 | Alton Lister         | 31   | 3  | 0  | 13.3 | 1.3 | 2.7  | .500 | 0.0 | 0.3 | .000 | 1.3 | 2.3 | .571 | 1.7 | 1.0 | 2.7 | 0.7 | 0.3 | 0.0 | 0.0 | 2.7 | 4.0  |
| 12 | Uwe Blab             | 27   | 40 | 33 | 12.0 | 0.8 | 2.2  | .379 | 0.0 | 0.0 |      | 0.4 | 0.8 | .548 | 0.7 | 1.8 | 2.5 | 0.6 | 0.0 | 0.6 | 0.8 | 2.3 | 2.1  |
| 13 | Kelvin Upshaw        | 27   | 23 | 0  | 11.0 | 2.2 | 4.5  | .490 | 0.1 | 0.4 | .222 | 1.0 | 1.3 | .774 | 0.3 | 1.0 | 1.2 | 1.1 | 1.1 | 0.0 | 0.7 | 1.5 | 5.6  |
| 14 | Chris Welp           | 26   | 14 | 2  | 10.1 | 1.1 | 2.7  | .421 | 0.0 | 0.0 |      | 1.3 | 1.6 | .783 | 0.8 | 1.8 | 2.6 | 0.3 | 0.4 | 0.6 | 0.6 | 2.6 | 3.6  |
| 15 | Marques Johnson      | 33   | 10 | 0  | 9.9  | 1.2 | 3.2  | .375 | 0.2 | 0.3 | .667 | 1.4 | 1.7 | .824 | 0.8 | 0.9 | 1.7 | 0.9 | 0.0 | 0.1 | 1.0 | 1.2 | 4.0  |
| 16 | Mike Smrek           | 27   | 13 | 3  | 8.2  | 0.8 | 1.8  | .417 | 0.0 | 0.0 |      | 0.1 | 0.5 | .167 | 0.8 | 1.8 | 2.6 | 0.1 | 0.3 | 0.8 | 0.7 | 1.4 | 1.6  |
| 17 | Leonard Taylor       | 23   | 10 | 0  | 3.7  | 0.0 | 0.6  | .000 | 0.0 | 0.1 | .000 | 1.1 | 1.6 | .688 | 0.4 | 0.8 | 1.2 | 0.1 | 0.0 | 0.0 | 0.5 | 0.4 | 1.1  |
| 18 | John Shasky          | 25   | 14 | 0  | 3.6  | 0.3 | 1.0  | .286 | 0.0 | 0.0 |      | 0.1 | 0.4 | .333 | 0.3 | 0.6 | 0.9 | 0.1 | 0.1 | 0.1 | 0.1 | 0.7 | 0.7  |

## Galardones y récords
| Jugador      | Galardón                              |
| Chris Mullin | 3er Mejor quinteto de la NBA All-Star |
| Tim Hardaway | Mejor quinteto de rookies de la NBA   |